# Лепакі-Великі
Лепакі-Великі (пол. Lepaki Wielkie, нім. Groß Lepacken) — село в Польщі, у гміні Елк Елцького повіту Вармінсько-Мазурського воєводства.
Населення — 48 осіб (2011).
У 1975-1998 роках село належало до Сувальського воєводства.

## Демографія
Демографічна структура станом на 31 березня 2011 року:
|          | Загалом | Допрацездатний вік | Працездатний вік | Постпрацездатний вік |
| -------- | ------- | ------------------ | ---------------- | -------------------- |
| Чоловіки | 21      | 3                  | 16               | 2                    |
| Жінки    | 27      | 7                  | 16               | 4                    |
| Разом    | 48      | 10                 | 32               | 6                    |